# Crataegus azarolus
Crataegus azarolus é um arbusto caducifólio pertencente à família Rosaceae. É endêmica no Oriente Médio, Europa e no norte da África.

## Sinônimos
- Azarolus crataegoides Borkh.
- Azarolus crataegoides var. dulcis M.Roem.
- Azarolus crataegoides var. florifera M.Roem.
- Azarolus crataegoides var. intermedia M.Roem.
- Azarolus crataegoides var. macrocarpa M.Roem.
- Azarolus crataegoides var. malus M.Roem.
- Azarolus crataegoides var. pyriformis M.Roem.
- Azarolus crataegoides var. torulosa M.Roem.
- Crataegus oxyacantha var. azarolus (L.) Lam.
- Lazarolus oxyacanthoides Borkh.
- Mespilus azarolus (L.) All.
- Mespilus azarolus (L.) Duhamel
- Pyrus azarolus (L.) Scop.
- Mespilus aronia (L.) Willd. 1814
- Crataegus aronia (L.) Bosc 1825
- Crataegus orientalis var. aronia (L.) Lande 1897
- Crataegus azarolus subsp. aronia (L.) Rouy & Camus 1901
- Crataegus chrysoclada Gand., 1916
- Crataegus azarolus var. chrysolepis (Gand.) Hayek 1926,
- Crataegus azarolus var. hastata, var. kurdistanica, var. rotundiloba Diap., 1934
- Crateagus azarolus var. aronia L. 1953,
- Crateagus aronia var. dentata, var. minuta
- Crateagus ruscinonensis var. aronioides Brwicz, 1991